# 日本節日
日本節日包括日本的傳統節日、公共假日、主題日和地方祭典。傳統節日當中有不少源自中國，當中有些與漢字文化圈其他地區相同。